# Goujovo (oblast d'Arkhangelsk)
Goujovo (en russe : Гужово) est un hameau russe situé dans le raïon de Kargopol dans le sud-ouest de l'oblast d'Arkhangelsk. Il fait partie du Nord russe, et il est inhabité depuis au moins 2002. Il se trouve au bord du lac Masselga, dans le parc national de Kenozero.

## Géographie
Goujovo est situé dans le coin sud-ouest de l'oblast d'Arkhangelsk, en Russie européenne, proche de la frontière avec la république de Carélie. La localité se trouve dans l'ouest du raïon de Kargopol, un des vingt-deux raïons de l'oblast. Le hameau se trouve à environ 59 kilomètres au nord-ouest du chef-lieu du raïon, la ville de Kargopol. Goujovo, comme tout l'oblast d'Arkhangelsk , est situé dans le fuseau horaire MSK (heure de Moscou). Le décalage horaire appliqué par rapport au temps universel coordonné est +03:00. Il se trouve au bord du lac Masselga, dans le parc national de Kenozero.
Jusqu'à la dissolution des municipalités du raïon en 2020, le hameau faisait partie de la municipalité « Petchnikovskoïe ».

## Démographie
Recensements (*) ou estimations de la population,,:
| 2002* | 2010* | 2012 | - |
| ----- | ----- | ---- | - |
| 0     | 0     | 0    | - |